# Єва Ловія
Є́ва Ло́вія (англ. Eva Lovia; нар. 29 травня 1989, Колумбія) — американська порноакторка та еротична модель.

## Життєпис
Потрапила в порноіндустрію 2012 року. З 2013 по 2017 рік знялася в 126 порнофільмах. У 2016 році отримала 5 номінацій на премію «AVN Awards». Знімається з порностудією «Digital Playground».

## Нагороди та номінації
| Рік  | Нагорода   | Категорія                                   | Робота                       | Результат |
| ---- | ---------- | ------------------------------------------- | ---------------------------- | --------- |
| 2016 | AVN Awards | Best All-Girl Group Sex Scene               | College Rules 20             | Номінація |
| 2016 | AVN Awards | Best Boy/Girl Sex Scene                     | Flesh                        | Номінація |
| 2016 | AVN Awards | Best Group Sex Scene                        | Flesh                        | Номінація |
| 2016 | AVN Awards | Best Sex Scene in a Foreign-Shot Production | Monarch                      | Номінація |
| 2016 | AVN Awards | Найкраща виконавиця року                    |                              | Номінація |
| 2016 | XBIZ Award | Best Scene — Couples-Тематичний Release     | Monarch: Agents of Seduction | Номінація |
| 2016 | XBIZ Award | Best Actress — Couples-Тематичний Release   | Monarch: Agents of Seduction | Номінація |
| 2016 | XBIZ Award | Best Actress — Parody Release               | Anchorwoman: A XXX Parody    | Номінація |
| 2017 | AVN Awards | Best All-Girl Group Sex Scene               | Lick It Good                 | Номінація |
| 2017 | AVN Awards | Best Girl/Girl Sex Scene                    | We Live Together.com 43      | Номінація |
| 2017 | XBIZ Award | Best Scene - Parody Release                 | Sex Machina: a XXX Parody    | Номінація |
| 2017 | XBIZ Award | Найкраща виконавиця року                    |                              | Номінація |